# Mistrzostwa Europy w Biathlonie 2023
30. Mistrzostwa Europy w Biathlonie odbyły się w szwajcarskim Lenzerheide w dniach 25 - 29 stycznia 2023 roku. Wyniki tych zawodów zaliczano do klasyfikacji generalnej Pucharu IBU. Areną zmagań była Roland Arena.
W sumie rozegranych zostało osiem konkurencji: pojedyncza sztafeta mieszana, sztafeta mieszana, sprinty, biegi pościgowe oraz biegi indywidualne kobiet i mężczyzn.

## Program i medaliści
Harmonogram zawodów sporządzono na podstawie:
| Konkurencja                  | Data        | Złoto                                                                          | Srebro                                                                        | Brąz                                                                        |        |
| ---------------------------- | ----------- | ------------------------------------------------------------------------------ | ----------------------------------------------------------------------------- | --------------------------------------------------------------------------- | ------ |
| Bieg indywidualny kobiet     | 25 stycznia | Lisa Maria Spark                                                               | Julija Dżima                                                                  | Selina Grotian                                                              | [ 3 ]  |
| Bieg indywidualny mężczyzn   | 25 stycznia | Endre Strømsheim                                                               | Anton Dudczenko                                                               | Lovro Planko                                                                | [ 4 ]  |
| Sprint kobiet                | 27 stycznia | Anastasija Merkuszyna                                                          | Tilda Johansson                                                               | Vanessa Hinz                                                                | [ 5 ]  |
| Sprint mężczyzn              | 27 stycznia | Erlend Bjøntegaard                                                             | Vebjørn Sørum                                                                 | Philipp Nawrath                                                             | [ 6 ]  |
| Bieg pościgowy kobiet        | 28 stycznia | Selina Grotian                                                                 | Tilda Johansson                                                               | Gilonne Guigonnat                                                           | [ 7 ]  |
| Bieg pościgowy mężczyzn      | 28 stycznia | Vebjørn Sørum                                                                  | Erlend Bjøntegaard                                                            | Endre Strømsheim                                                            | [ 8 ]  |
| Pojedyncza sztafeta mieszana | 29 stycznia | Norwegia Endre Strømsheim · Juni Arnekleiv                                     | Szwajcaria Niklas Hartweg · Amy Baserga                                       | Francja Émilien Claude · Paula Botet                                        | [ 9 ]  |
| Sztafeta mieszana            | 29 stycznia | Norwegia Erlend Bjøntegaard · Vebjørn Sørum · Maren Kirkeeide · Karoline Erdal | Niemcy Dominic Schmuck · Lucas Fratzscher · Lisa Maria Spark · Selina Grotian | Szwecja Malte Stefansson · Anton Ivarsson · Tilda Johansson · Stina Nilsson | [ 10 ] |

## Tabela medalowa
| #      | Reprezentacja | Złoto | Srebro | Brąz | Razem |
| 1.     | Norwegia      | 5     | 2      | 1    | 8     |
| 2.     | Niemcy        | 2     | 1      | 3    | 6     |
| 3.     | Ukraina       | 1     | 2      | 0    | 3     |
| 4.     | Szwecja       | 0     | 2      | 1    | 3     |
| 5.     | Szwajcaria    | 0     | 1      | 0    | 1     |
| 6.     | Francja       | 0     | 0      | 2    | 2     |
| 7.     | Słowenia      | 0     | 0      | 1    | 1     |
| Ogółem | Ogółem        | 8     | 8      | 8    | 24    |